# Srbica (Nordmazedonien)
Srbica (mazedonisch Србица, albanisch Sërbica) ist ein Dorf in der Opština Kičevo im westlichen Teil der Republik Nordmazedonien. Es liegt etwa 2 Kilometer nordöstlich des Ortes Oslomej auf 934 Metern über dem Meeresspiegel. Berge und Täler prägen das Landschaftsbild. Etwa 10 Kilometer nördlich liegt das Dorf Srbinovo. Das Klima ist gemäßigt kontinental. Nach der Volkszählung 2002 hat das Dorf etwa 1800 Einwohner.